# Djoamenodjoh
Djoamenodjoh est un village du Cameroun situé dans la région de l'Est, dans le département du Haut-Nyong et dans la commune de Lomié.
Comptant parmi les 33 communes de la région de l'Est, la commune de Lomié a été créée en 1965. Sa population est estimée à environ 19 000 habitants, répartis dans 64 villages dont Djoamenodjoh fait partie.

## Population
Le village compte 212 habitants, dont 104 hommes et 108 femmes, d'après le recensement de 2005.

## Religion
- Christianisme catholique
- Christianisme protestant
- Islam